# Kalbornia
Kalbornia (bis 31. Dezember 2000: Kalborno, deutsch Kahlborn) ist ein kleiner Ort in der polnischen Woiwodschaft Ermland-Masuren und gehört zur Gmina Dąbrówno (Landgemeinde Gilgenburg) im Powiat Ostródzki (Kreis Osterode in Ostpreußen).

## Geographische Lage
Kalbornia liegt am Südufer des Großen Damerau-Sees (polnisch Jezioro Dąbrowa Wielka) im Südwesten der Woiwodschaft Ermland-Masuren, 33 Kilometer südlich der Kreisstadt Ostróda (deutsch Osterode in Ostpreußen).

## Geschichte
Bereits vor 1513 wurde Calborn (nach 1785 Kalborn) gegründet. Der kleine Ort bestand einstmals lediglich aus einem mittleren Hof und war bis 1945 ein Wohnplatz innerhalb der Stadt Gilgenburg (polnisch Dąbrówno) im Kreis Osterode in Ostpreußen. Im Jahre 1905 zählte er 49 Einwohner in vier Wohnstätten.
Kahlborn wurde 1945 in Kriegsfolge zusammen mit dem gesamten südlichen Ostpreußen an Polen überstellt. Von 1945 bis 2000 trug der kleine Ort die polnische Bezeichnung „Kalborno“, die danach in „Kalbornia“ geändert wurde. Kalbornia ist heute eine kleine Siedlung innerhalb der Gmina Dąbrówno (Landgemeinde Gilgenburg) im Powiat Ostródzki (Kreis Osterode in Ostpreußen), bis 1998 der Woiwodschaft Olsztyn, seither der Woiwodschaft Ermland-Masuren. Im Jahre 2011 zählte Kalbornia 29 Einwohner.

## Kirche
Vor 1945 war Kahlborn kirchlich nach Gilgenburg (polnisch Dąbrówno), sowohl zur evangelischen Kirche als auch zur römisch-katholischen Kirche dort orientiert. Der Bezug zu Dąbrówno besteht katholischerseits auch heute. Evangelischerseits gehören die Einwohner Kalbornias zur Pfarrei Neidenburg (polnisch Nidzica), die in dem Kalbornia näher gelegenen Dorf Gardyny ((Groß) Gardienen) eine Filialkirche unterhält.

## Verkehr
Kalbornia liegt verkehrstechnisch günstig an der Woiwodschaftsstraße 542, die das einstige Soldauer Gebiet mit dem Powiat Ostródzki (Kreis Osterode) verbindet. Eine Anbindung an den Bahnverkehr besteht nicht.